# Nowina (obwód miński)
Nowina (biał. Навіна; ros. Новина) – wieś na Białorusi, w obwodzie mińskim, w rejonie soligorskim, w sielsowiecie Chorostów.
W dwudziestoleciu międzywojennym leżała w Polsce, w województwie poleskim, w powiecie łuninieckim, w gminie Lenin (Sosnkowicze).